# Tipula (Savtshenkia) invenusta
Tipula (Savtshenkia) invenusta is een tweevleugelige uit de familie langpootmuggen (Tipulidae). De soort komt voor in het Palearctisch en Nearctisch gebied.